# Milbridge
Milbridge ist eine Town im Washington County des Bundesstaates Maine in den Vereinigten Staaten. Im Jahr 2020 lebten dort 1375 Einwohner in 900 Haushalten (in den Vereinigten Staaten werden auch Ferienwohnungen als Haushalte gezählt) auf einer Fläche von 188,99 km².

## Geographie
Nach dem United States Census Bureau hat Milbridge eine Gesamtfläche von 188,99 km², von der 62,81 km² Land sind und 126,18 km² aus Gewässern bestehen.

### Geographische Lage
Milbridge liegt im Süden des Washington Countys am Atlantischen Ozean. Das Gebiet beinhaltet viele Buchten. Zum Gebiet der Town gehören auch einige Inseln. Die größeren sind Bois Bubert Island, Douglas Islands und Pond Island. Der Narraguagus River mündet bei Milbridge in den Atlantischen Ozean. Zudem durchfließen weitere kleinere Flüsse das Gebiet, die ebenfalls in den Atlantischen Ozean münden. Es gibt keine größeren Seen auf dem Gebiet, es ist zudem eben, ohne größere Erhebungen.

### Nachbargemeinden
Alle Entfernungen sind als Luftlinien zwischen den offiziellen Koordinaten der Orte aus der Volkszählung 2010 angegeben.
- Norden: Cherryfield, 19,8 km
- Osten: Harrington, 9,2 km
- Westen: Steuben, 6,5 km

### Stadtgliederung
In Milbridge gibt es zwei Siedlungsgebiete: Milbridge und Wyman.

### Klima
Die mittlere Durchschnittstemperatur in Milbridge liegt zwischen −7,8 °C (18 °F) im Januar und 20,6 °C (69 °F) im Juli. Damit ist der Ort gegenüber dem langjährigen Mittel der USA um etwa 9 Grad kühler. Die Schneefälle zwischen Oktober und Mai liegen mit bis zu zweieinhalb Metern mehr als doppelt so hoch wie die mittlere Schneehöhe in den USA; die tägliche Sonnenscheindauer liegt am unteren Rand des Wertespektrums der USA.

## Geschichte
Milbridge gehörte zur Town Harrington, bis es als eigenständige Town am 14. Juli 1848 organisiert wurde. Von Steuben wurde 1876 und 1907 Land hinzugenommen.
Besiedelt wurde das Gebiet ab 1765. Die Blaubeerindustrie mit der Wyman Company ist der Hauptwirtschaftszweig in Milbridge. Das Unternehmen, welches 1874 gegründet wurde, befindet sich noch heute in Familienbesitz. Von sich behaupten sie, dass „Jasper Wyman & Son der führende US-amerikanische Erzeuger, Verpacker und Vermarkter von wilden Blaubeeren und Beerenfrüchten ist, die tiefgefroren, in Dosen und in Säften enthalten sind.“ Wegen der Beschäftigung sich illegal im Land aufhaltender Ausländer wurde 2011 eine Geldstrafe von der US-Einwanderungs- und Zollbehörde verhängt.

### Einwohnerentwicklung
| Volkszählungsergebnisse – Town of Milbridge, Maine | Volkszählungsergebnisse – Town of Milbridge, Maine | Volkszählungsergebnisse – Town of Milbridge, Maine | Volkszählungsergebnisse – Town of Milbridge, Maine | Volkszählungsergebnisse – Town of Milbridge, Maine | Volkszählungsergebnisse – Town of Milbridge, Maine | Volkszählungsergebnisse – Town of Milbridge, Maine | Volkszählungsergebnisse – Town of Milbridge, Maine | Volkszählungsergebnisse – Town of Milbridge, Maine | Volkszählungsergebnisse – Town of Milbridge, Maine | Volkszählungsergebnisse – Town of Milbridge, Maine |
| Jahr                                               | 1800                                               | 1810                                               | 1820                                               | 1830                                               | 1840                                               | 1850                                               | 1860                                               | 1870                                               | 1880                                               | 1890                                               |
| -------------------------------------------------- | -------------------------------------------------- | -------------------------------------------------- | -------------------------------------------------- | -------------------------------------------------- | -------------------------------------------------- | -------------------------------------------------- | -------------------------------------------------- | -------------------------------------------------- | -------------------------------------------------- | -------------------------------------------------- |
| Einwohner                                          |                                                    |                                                    |                                                    |                                                    |                                                    | 1170                                               | 1282                                               | 1558                                               | 1752                                               | 1963                                               |
| Jahr                                               | 1900                                               | 1910                                               | 1920                                               | 1930                                               | 1940                                               | 1950                                               | 1960                                               | 1970                                               | 1980                                               | 1990                                               |
| Einwohner                                          | 1921                                               | 1550                                               | 1196                                               | 1213                                               | 1318                                               | 1199                                               | 1101                                               | 1154                                               | 1306                                               | 1305                                               |
| Jahr                                               | 2000                                               | 2010                                               | 2020                                               | 2030                                               | 2040                                               | 2050                                               | 2060                                               | 2070                                               | 2080                                               | 2090                                               |
| Einwohner                                          | 1279                                               | 1353                                               | 1375                                               |                                                    |                                                    |                                                    |                                                    |                                                    |                                                    |                                                    |

## Kultur und Sehenswürdigkeiten

### Bauwerke
In Milbridge wurden mehrere Bauwerke unter Denkmalschutz gestellt und ins National Register of Historic Places aufgenommen.
- Narraguagus Light Station, 1987 unter der Register-Nr. 87002022.[9]
- Petit Manan Light Station, 1987 unter der Register-Nr. 87001879.[10]
- Everett Wallace House, 1996 unter der Register-Nr. 96000243.[11]

## Wirtschaft und Infrastruktur

### Verkehr
Der U.S. Highway 1 verläuft durch den Norden des Gebietes. Von ihm zweigt in nordöstliche Richtung der U. S. Highway 1A ab.

### Öffentliche Einrichtungen
Es gibt eine medizinische Einrichtung in Milbridge. Weitere befinden sich in Machias.
Die Milbridge Public Library befindet sich in der School Street in Milbridge.

### Bildung
Milbridge gehört mit Addison, Columbia, Columbia Falls und Harrington zum MSAD #37.
Im Schulbezirk werden folgende Schulen angeboten:
- D.W. Merritt Elementary in Addison, mit Schulklassen von Pre-K bis zum 6. Schuljahr
- Harrington Elementary in Harrington, mit Schulklassen von Pre-K bis zum 6. Schuljahr
- Milbridge Elementary in Milbridge, mit Schulklassen von Pre-K bis zum 6. Schuljahr
- Narraguagus Jr/Sr High School in Harrington, vom 7. bis 12. Schuljahr

## Persönlichkeiten

### Söhne und Töchter der Stadt
- Katie Aselton (* 1978), Schauspielerin und Regisseurin